# 알레시아 카라
알레시아 카라(Alessia Cara, 1996년 7월 11일 ~ )는 캐나다의 싱어송라이터이다. 대표곡은 "Here"이다. 2015년 11월 13일, 데뷔 앨범 Know-It-All 을 발매했다. 앨범은 슬리퍼 히트해 미국 차트에서 최종 5위, 캐나다 차트에서 최종 20위를 했다.

## 생애
1996년 7월 11일 캐나다 온타리오주 브램턴에서 태어났다. 칼라브리아주 출신 이탈리아계 캐나다인이다. 10살 때부터 기타를 연주했다. 13살 때 다양한 노래들을 커버해 유튜브에 게시했다.

## 경력
알레시아 카라의 노래와 작곡 스타일은 로드, 리한나, 노라 존스와 자주 비교된다. 18살이던 2015년, EP 엔터테인먼트와 데프잼 레코드와 계약했다.
2015년 4월, 데뷔 싱글 "Here"을 발매했다. 카라는 파티(Party)를 싫어했던 본인의 경험을 녹여, 이 곡을 파티를 싫어하는 이들을 위한 곡이라고 소개했다. 이 곡은 스핀, 코스모폴리탄, 컴플렉스, 빌보드, 롤링 스톤 등 다양한 매체에서 추천되었다.
2015년 7월 29일, 지미 펄론의 투나잇 쇼에서 "Here"을 부르며 텔레비전 데뷔 공연을 했다. 싱글 "Here"은 스트리미 어워드 "Original Song" 부문에 지명됐다. 데뷔 싱글 "Here"을 포함한 총 5곡을 수록한 EP 앨범 Four Pink Walls를 발매했다. 2015년 11월 13일, 데뷔 앨범 Know-It-All 을 발매했다. 카라는 사운드 오브 2016에 지명되어 최종 2위를 했다.
2016년 주노상 시상식에서 신인상(Breakthrough Artist of the Year)을 수상했다. 2016년 4월, 밴드 콜드플레이의 "A Head Full of Dreams" 투어에 참여했다. 2016년 디즈니사 애니메이션 영화 《모아나》의 주제곡 "How Far I'll Go"를 불렀다. 2017년 2월 23일, 피처링을 맡은 제드의 "Stay"가 발매되었다.

## 음반 목록
- Know-It-All (2015)
- The Pains of Growing (2018)
- In the Meantime (2021)
- Love & Hyperbole (2025)

## 출연 작품
- 윌러비 가족 (2020) - 제인 윌러비 역

## 수상
- 2015 제5회 스트리미 어워드 원곡 부문
- 2016 주노 어워드 신인상
- 2017 주노 어워드 올해의 팝 앨범
- 2018 제60회 그래미 어워드 신인상